# Hypodontolaimus inaequalis
Hypodontolaimus inaequalis är en rundmaskart som först beskrevs av Bastian 1865.  Hypodontolaimus inaequalis ingår i släktet Hypodontolaimus och familjen Chromadoridae. Arten är reproducerande i Sverige. Inga underarter finns listade i Catalogue of Life.